# 547
547 је била проста година.

## Догађаји
- Готски рат: Велизар преузима Рим од Острогота, али његов италијански поход је неуспешан (нестаје му залиха и појачања из Цариграда).
- Израђени су мозаички панели Јустинијана I и Теодоре I са пратиоцима у базилици Сан Витале (Равена).
- Теудебалд, стар 13 година, наслеђује свог оца Теудеберта I после 14 година владавине и постаје краљ Аустразије (или 548).
- Краљ Ида успоставља краљевство Берниција. Он гради замак Бамбург (североисточна Енглеска) као тврђаву која ће постати седиште англосаксонских краљева.
- Битка код Марте: Византијска војска под вођством Јована Троглите је поражена од маварских племена у Триполитанији. Он бежи у Лунци (9 км јужно од Махареса), и принуђен је да се повуче на север до тврђаве Ларибус (близу модерног Ел Кефа).
- Побуну Тонкин (Вијетнам), коју предводи Ли Нам Ђе, гуши кинеска династија Лианг.
- Базилику Сан Витале (Равена) освештао је епископ Равенски Максимијан.

## Смрти
- Бенедикт Нурсијски
- Трибонијан